# Romanyiv

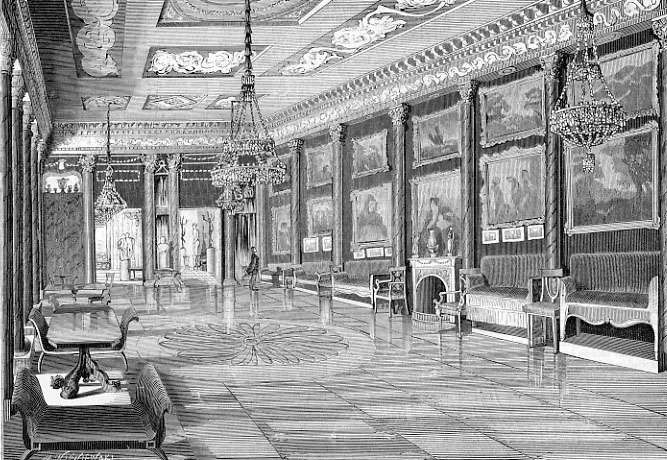
Az egykori Ilinszkih Palota nagyszalonja

Romanyiv (ukránul: Романів, lengyelül: Romanów, 1933-2003 között Dzerzsinszk (Дзержинськ)) városi jellegű település Ukrajna északkeleti részén, a Zsitomiri területen, a Romanyivi járás székhelye.

## Elnevezése
A település első elnevezése Kolukovo (Колуково) volt, mely a város közelében fekvő egykori római településre utal. A Romanov (Romanyiv) nevet Dániel kijevi nagyfejedelem, galíciai (halicsi) és volhíniai herceg adta (1205 után) édesapja I. Roman novgorodi nagyfejedelem, galíciai és volhíniai herceg tiszteletére. A szovjet érában, 1933-ban, Dzerzsinszkre nevezték át, hogy ne emlékeztessen a régi uralkodó családokra, a Rurikidákra és Romanovokra. Csak 2003-ban kapta vissza korábbi nevét.

## Fekvése
Romanyiv Ukrajna északnyugati részén, a Zsitomiri területen található, a terület székhelyétől Zsitomirtől 60 km-re nyugatra. Egykor a Lengyelországhoz tartozó Volhínia régió része volt. A település a Szlucs folyó vízgyűjtő területén fekszik.

## Története
A terület ősidők óta lakott. Az ókorban római település állt a területen, majd a derevljan (szláv népcsoport) törzs lakta. Az első írásos említése XV. századból való, egy litván oklevélből, mely a Zsitomiri vár hűbérbirtokaként említi, feljegyezve a falu lakosait és az általuk fizetett adót. A várost hivatalosan 1471-ben alapították. 1505-ben adományozta Jagelló Sándor litván herceg Dmitro Olekszandrovics zsitomiri kormányzónak. A város története sokáig egybeforrt a lengyel eredetű Ilinszkih (Ilinszkij, Iliński) és Szteckih (Szteckij, Stecky) nemesi családokkal. 1817-ben magdeburgi jogokat kapott, mely által felszabadult a feudális hűbérúri függés alól.

## Demográfia
| 1925 | 1939 | 1945 | 1974 | 1990 | 2001 | 2008 | 2011 |
| ---- | ---- | ---- | ---- | ---- | ---- | ---- | ---- |
| 2901 | 7127 | 4000 | 7930 | 8385 | 8262 | 8126 | 7800 |

## Oktatás
- Romanyivi Gimnázium (Романівська гімназія)
- Romanyivi Líceum (Романівський ліцей)
- Romanyivi Művészeti Iskola
- Gyermek-Ifjúsági Sportiskola (Дитячо-юнацька спортивна школа)

## Kultúra
- Romanyivi Járási Helytörténeti Múzeum (Романівський Pайонний Краєзнавчий Mузей)
- Romanyivi Üveggyár Múzeuma (Музей Cкловиробів)

## Látnivalók
- Szobacsij Zub (Собачий Зуб) - botanikai rezervátum
- Dovhij Brid (Довгий Брід) - zoológiai rezervátum

## Ipar
- Romanyivi Üveggyár

## Híres romanyiviek
- Mikola Mikolajovics Dejszan, ukrán politikus, a Zsitomiri Területi Államigazgatás vezetője
- Ignacy Feliks Dobrzyński (1807-1867), lengyel zeneszerző
- Józef August Iliński (1766-1844), lengyel-orosz katonatiszt, titkos tanácsos, kamarás
- Sztanyiszlav Ingljatovszkij, ukrán szobrászművész
- Igor Dmitrovics Lihovij, ukrán politikus, volt kulturális és turisztikai miniszter
- Viktor Joszipovics Razvadovszkij (1959-), ukrán politikus
- Borisz Ivanovics Taraszjuk (1949-), ukrán politikus, volt külügyminiszter

## Fordítás
- Ez a szócikk részben vagy egészben a Романів (смт) című ukrán Wikipédia-szócikk ezen változatának fordításán alapul.  Az eredeti cikk szerkesztőit annak laptörténete sorolja fel. Ez a jelzés csupán a megfogalmazás eredetét és a szerzői jogokat jelzi, nem szolgál a cikkben szereplő információk forrásmegjelöléseként.